# Dexter Pittman
Dexter Jerome Pittman (* 2. März 1988 in Rosenberg, Texas) ist ein US-amerikanischer Basketballspieler.

## Karriere

### College
In seinen ersten beiden Saisons für Texas legte er weniger als 3 Punkte pro Spiel auf und spielte auch nur ein Mal von Beginn an. In seinem dritten Jahr startete er in 24 Spielen, schaffte 10 Punkte und 5,5 Rebounds pro Spiel und wurde zu einem der dominantesten Center in der Big 12 Conference.

### NBA
Beim NBA-Draft 2010 wurde Pittman als 32. Pick von den Miami Heat ausgewählt. Weil er nicht ganz die Erwartungen des Teams erfüllte, wurde er für einige Zeit zum Farmteam der Heat, den Sioux Falls Skyforce, geschickt. Im Februar 2013 wurde Pittman von den Heat zu den Memphis Grizzlies transferiert. Ende September 2013 wechselte Pittman zu den Chicago Bulls. Am 26. Oktober 2013 wurde bekannt gegeben, dass die Chicago Bulls auf Pittman verzichteten.